# Освајачи олимпијских медаља у одбојци на песку
Одбојка на песку на Летњим олимпијским играма дебитовао је 1996. на играма у Атланти. Следећа листа презентује све освајаче златних, сребрних и бронзаних медаља на Олимпијским играма у сиднеју.

## Мушкарци
| Игре                 |                                                                |                                                        |                                                  |
| 1996. Атланта        | Сједињене Америчке Државе · Чарлс „Карч“ Кирали · и Кент Стефс | Сједињене Америчке Државе · Мајкл Дод · и Мајк Витмарш | Канада · Џон Чајлд · и Марк Хиз                  |
| 2000. Сиднеј         | Сједињене Америчке Државе · Дејн Блантон · и Ерик Фонојмоана   | Бразил · Жозе Марко Мело · и Рикардо Сантос            | Немачка · Аксел Хагер · и Јерг Ахман             |
| Атина 2004.          | Бразил · Рикардо Сантос · и Емануел Рего                       | Шпанија · Хавијер Босма · и Пабло Ерера                | Швајцарска · Штефан Кобел · и Патрик Хојшер      |
| Пекинг 2008.         | Сједињене Америчке Државе · Тод Роџерс · и Фил Делхосер        | Бразил · Марсио Араужо · и Фабио Луиз Магелан          | Бразил · Рикардо Сантос · и Емануел Рего         |
| Лондон 2012.         | Немачка · Јулијус Бринк · и Јонас Рекерман                     | Бразил · Алисон Серути · и Емануел Рего                | Летонија · Мартинш Плавинш · и Јанис Шмединш     |
| Рио де Жанеиро 2016. | Бразил · Алисон Серути · и Бруно Оскар Шмит                    | Италија · Даниеле Лупо · и Паоло Николаи               | Холандија · Александер Брауер · и Роберт Меувсен |

## Жене
| Игре                 |                                                                    |                                                         |                                                              |
| 1996. Атланта        | Бразил · Жаклин Силва Круз · и Сандра Пирес Таварес                | Бразил · Моника Родригез · и Адријана Самуел Рамос      | Аустралија · Натали Кук · и Кери Потхарст                    |
| 2000. Сиднеј         | Аустралија · Натали Кук · и Кери Потхарст                          | Бразил · Адријана Бехар · и Шелда Беде                  | Бразил · и Сандра Пирес Таварес                              |
| Атина 2004.          | Сједињене Америчке Државе · Кери Волш · и Мисти Меј                | Бразил · Шелда Беде · и Адријана Бехар                  | Сједињене Америчке Државе · Холи Макпик · и Елејн Јангс      |
| Пекинг 2008.         | Сједињене Америчке Државе · Кери Волш · и Мисти Меј Тринор         | Кина · Тјен Ђа · и Ванг Ђе                              | Кина · Чен Сјуе · и Џанг Си                                  |
| Лондон 2012.         | Сједињене Америчке Државе · Мисти Меј Тринор · и Кери Волш-Џенингс | Сједињене Америчке Државе · Џенифер Кеси · и Ејприл Рос | Бразил · Жулијана Фелисберта · и Лариса Франса               |
| Рио де Жанеиро 2016. | Немачка · Лаура Лудвиг · и Кира Валкенхорст                        | Бразил · Агата Беднарчук · и Барбара Сејшас             | Сједињене Америчке Државе · Ејприл Рос · и Кери Волш-Џенингс |